# Retragerea Fibonacci

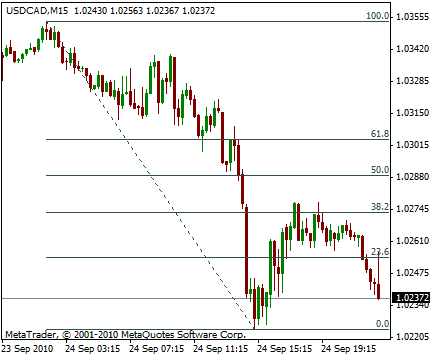
Nivelurile retragerii Fibonacci prezentate la cursul USD/CAD. În acest caz, prețul a revenit cu aproximativ 38,2% după o mișcare în jos înainte de a continua.

În finanțe, retragerea Fibonacci este o metodă de analiză tehnică pentru determinarea nivelurilor de suport și rezistență. Este numit după succesiunea de numere Fibonacci, [1] ale cărei rapoarte oferă niveluri de preț la care piețele tind să retragă o porțiune a unei mișcări, înainte ca o tendința să continue în direcția inițială.
O prognoză de retragere Fibonacci este creată luând două puncte extreme pe o diagramă și împărțind distanța verticală la rapoarte Fibonacci importante. 0% este considerat a fi începutul retragerii, în timp ce 100% este o inversare completă a prețului inițial înainte de mutare. Liniile orizontale sunt trasate în grafic pentru aceste niveluri de preț pentru a oferi niveluri de suport și rezistență. Nivelurile comune sunt 23,6%, 38,2%, 50% și 61,8%. Semnificația unor astfel de niveluri, totuși, nu a putut fi confirmată prin examinarea datelor. Arthur Merrill în Filtered Waves a stabilit că nu există o retragere standard fiabilă.
Apariția retragerii poate fi atribuită volatilității prețurilor, așa cum este descrisă de Burton Malkiel, un economist de la Princeton, în cartea sa A Random Walk Down Wall Street.

## Utilizări comune
Retragerea Fibonacci este un instrument popular pe care comercianții tehnici îl folosesc pentru a ajuta la identificarea momentelor strategice pentru tranzacții, a stopa pierderile sau pentru a ținti prețurile pentru a ajuta oamenii să cumpere la un preț bun. Conceptul de retragere este folosit la mulți indicatori, cum ar fi nivelurile Tirone, modelele Gartley, teoria Elliott Wave și multe altele. După o mișcare semnificativă a prețului (fie că este în sus sau în jos), noile niveluri de suport și rezistență sunt adesea situate la aceste linii.
Spre deosebire de mediile mobile, nivelurile de retragere Fibonacci sunt prețuri statice. Ele nu se schimbă. Acest lucru permite identificarea rapidă și simplă și permite comercianților și investitorilor să reacționeze atunci când nivelurile prețurilor sunt testate. Deoarece aceste niveluri sunt puncte de inflexiune, comercianții se așteaptă la un anumit tip de acțiune a prețului, fie o pauză, fie o respingere. Retragerea Fibonacci de 0,617, care este adesea folosită de analiștii bursieri, se aproximează la „raportul de aur”.